# Martin Lehmann-Steglitz

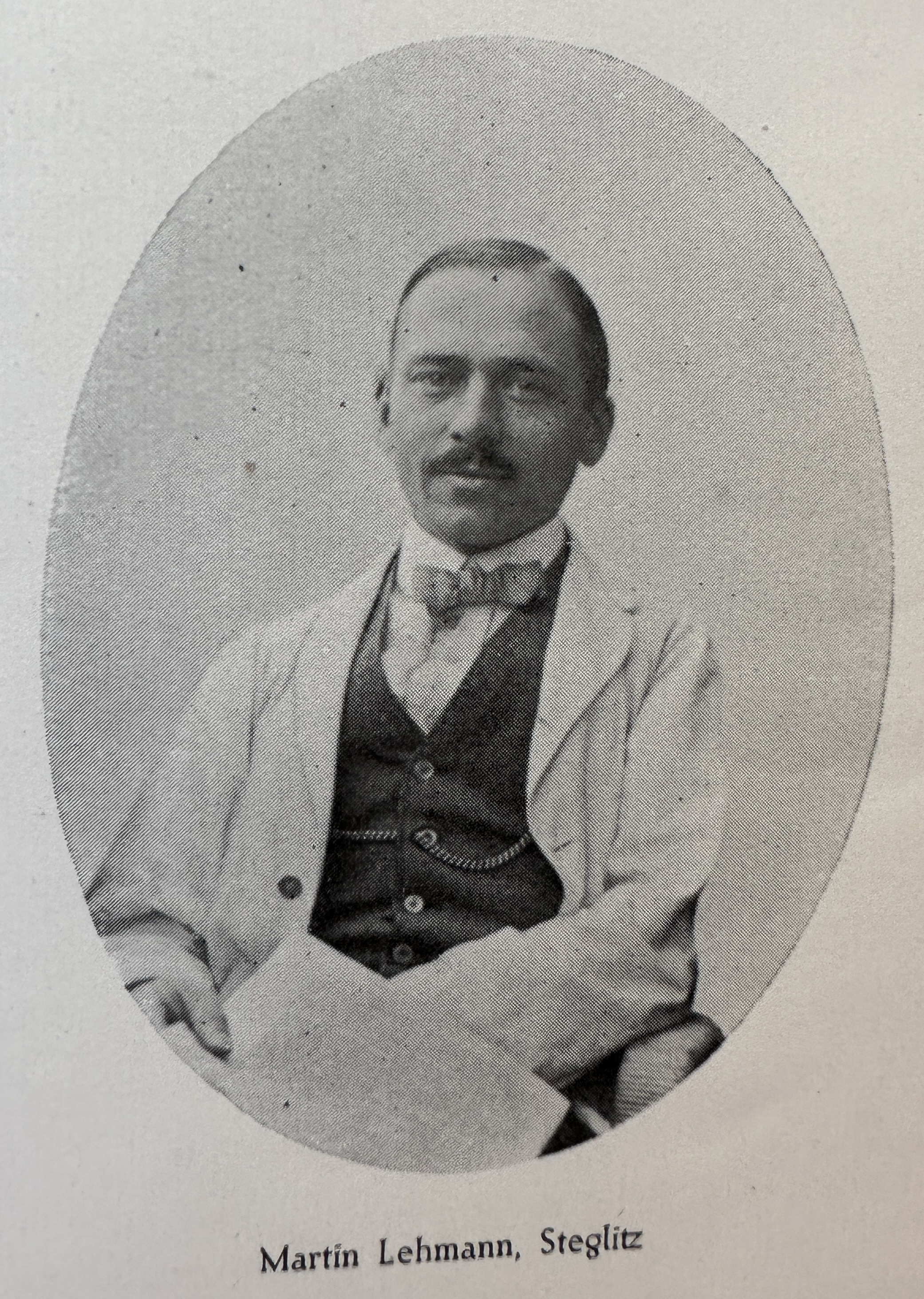
Martin Lehmann

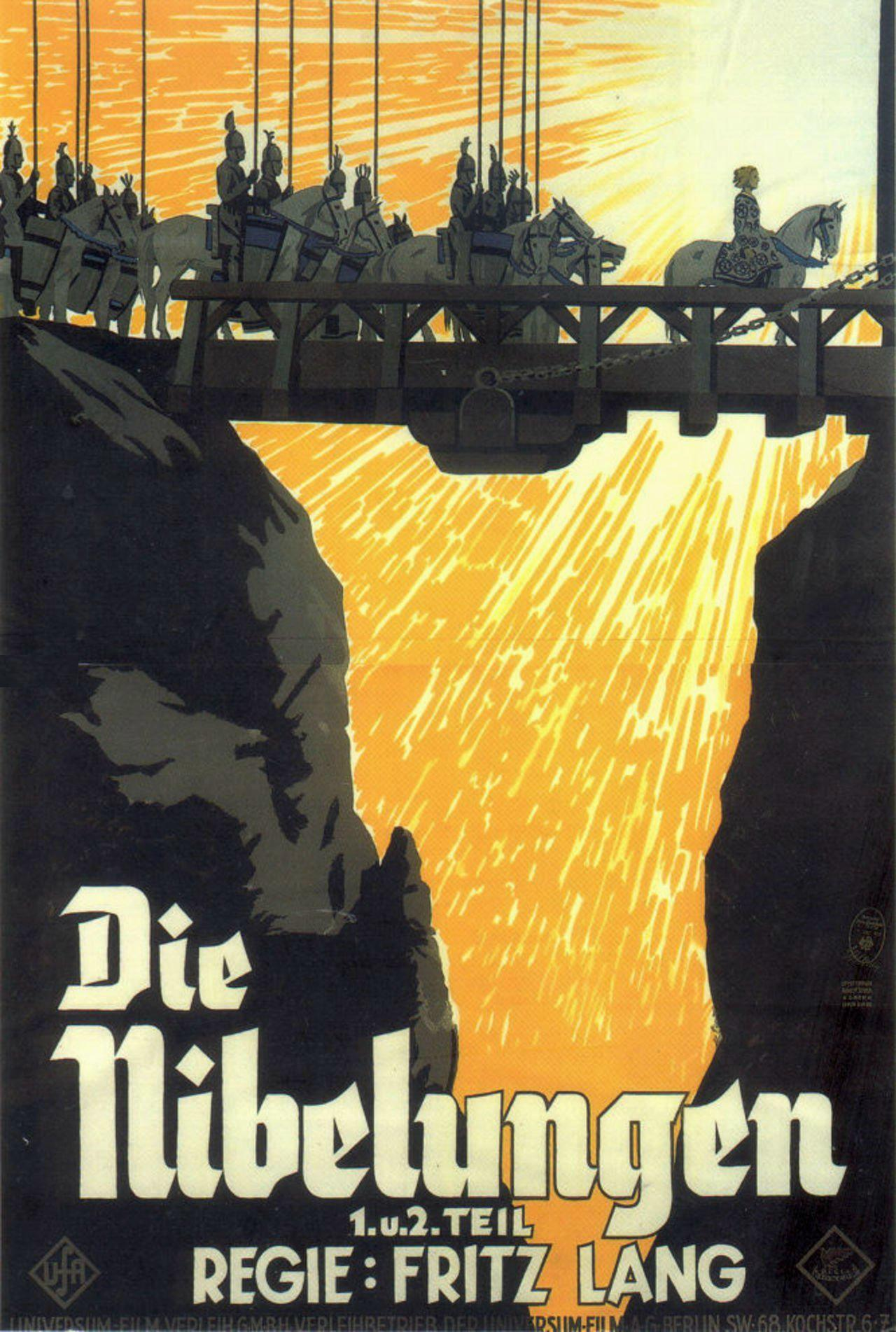
Filmplakat (1924)

Herbstwochen in Wiesbaden, um 1928, Plakatentwurf, Aquarell auf Karton, 17,6 cm × 12,5 cm, Privatsammlung Wiesbaden

Martin Lehmann, bekannt unter dem Künstlernamen Martin Lehmann-Steglitz, (* 21. August 1884 in Krummlinde, Kreis Lüben; † Ende 1949 oder Anfang 1950 in Brandenburg an der Havel) war ein deutscher Maler, Gebrauchsgrafiker und Kunsthandwerker.

## Leben
Martin Lehmann studierte gemeinsam mit seinem Zwillingsbruder Walter an der Kunstgewerbeschule Dessau und bei Max Koch an der Unterrichtsanstalt des Kunstgewerbemuseums Berlin. Anschließend arbeiteten sie für die Druckerei Arnold Weylandt in Berlin. 1913 gründeten beide gemeinsam ein Werbeatelier in Berlin-Steglitz und nannten sich seitdem Lehmann-Steglitz. Gleichzeitig wurden beide in den Deutschen Werkbund berufen. Sie illustrierten u. a. die Tageszeitung Berliner Volkszeitung und die Zeitschrift Das Plakat. Nach dem Tod Walters 1921 führte Martin das Atelier alleine weiter. Er schuf unzählige Gebrauchsgrafiken und Plakate für zahlreiche Unternehmen, darunter u. a. die Deutsche Reichsbahn, Kodak, Henkel (Waschmittel Persil), Mülhens (Marke 4711) und Kaffee HAG. Daneben arbeitete er auch für die Wahlwerbung der Deutschen Demokratischen Partei und der Deutschen Volkspartei. Er malte Aquarelle, so ist von seinem Aufenthalt im Harz 1913 u. a. ein in Privatbesitz befindliches Aquarell vom Schloss Rammelburg bekannt.
Am 19. Juli 1945 geriet Martin Lehmann-Steglitz in sowjetische Gefangenschaft. Er war in mehreren Lagern inhaftiert und soll in der Haftanstalt Brandenburg-Görden 1950 zuletzt lebend gesehen worden sein. 1962 wurde er für tot erklärt.